# Беломорско-Балтийский канал
Беломо́рско-Балти́йский кана́л (сокращённо Беломорканал, ББК, до 1961 года — Беломорско-Балтийский канал имени Сталина) — канал, соединяющий Белое море с Онежским озером и имеющий выход в Балтийское море и к Волго-Балтийскому водному пути.

## Общие сведения
Построен между 1931 и 1933 годами в рекордно короткий срок. Открыт 2 августа 1933 года. Строительство велось силами заключённых Белбалтлага. Это была одна из значительных строек первой пятилетки и первое в СССР полностью лагерное строительство.
Общая протяжённость канала — 227 километров. Имеет 19 шлюзов.
Трассу канала обслуживает Федеральное бюджетное учреждение «Администрация Беломорско-Онежского бассейна внутренних водных путей» (ФБУ «Администрация „Беломорканал“»), расположенное в Медвежьегорске. По данным за 2007 год, на канале трудилась почти тысяча специалистов.
Коллектив канала был награждён Орденом Трудового Красного Знамени в 1983 году.

### Трасса канала

Профиль канала

Транспортный путь Беломорско-Балтийского канала имеет протяжённость в 227 км с подходными каналами от Онежского озера до Белого моря, из них 37,1 км составляют искусственные пути (по другим источникам, 43 км или 48 км). На многих участках канала разрешено только одностороннее движение судов.
Условным направлением течения считается направление от Онежского озера к Белому морю, все навигационные знаки (буи, маяки) оборудованы в соответствии с этим правилом.
Канал начинается у посёлка Повенец в Повенецкой губе Онежского озера и заканчивается у города Беломорска в Сорокской губе Белого моря.
Сразу за Повенцом семь шлюзов, расположенных на небольшом расстоянии друг от друга в долине реки Повенчанки, составляют так называемую «Повенчанскую лестницу», по которой суда поднимаются на высоту почти 70 метров. Вместе эти шлюзы образуют Южный (Балтийский) склон канала протяжённостью около 10 км.
Между седьмым и восьмым шлюзами находится водораздел канала протяжённостью 22 км.
На трассе Северного (Беломорского) склона протяжённостью около 190 км расположено двенадцать шлюзов (№ 8—19). Она проходит через шесть крупных озёр: Маткозеро и Торос (между шлюзами 8 и 9), Выгозеро и Телекино (между шлюзами 9 и 10), Воицкое озеро (между шлюзами 10 и 11) и Шавань (между шлюзами 11 и 12). Разность уровней воды — 102 м.
На берегах канала расположены населённые пункты: Повенец, Сегежа, Надвоицы, Сосновец, Беломорск.

### Судоходство по каналу
В первую навигацию 1933 года по каналу было перевезено 1,143 млн тонн грузов и 27 тысяч пассажиров. В 1940 году объём перевозок составил около 1 млн тонн, что составляло 44 % пропускной способности. Пик грузоперевозок по каналу пришёлся на 1985 год. Тогда по Беломорско-Балтийскому водному пути было перевезено 7,3 млн тонн грузов. Такие объёмы перевозок сохранялись на протяжении последующих пяти лет.
В 1990-е годы интенсивность судоходства по каналу значительно снизилась, и только в начале 2000-х годов объёмы грузоперевозок начали постепенно расти. Например, в 2001 году по каналу было перевезено 0,283 млн тонн грузов, в 2010—2013 годах за навигацию перевозилось по 0,500 млн тонн грузов. В навигацию 2017 года в бассейне перевезено 6,2764 млн тонн грузов, рост в общем объёме перевозок составил 15,2 % к 2016 году. По номенклатуре перевезённые грузы распределяются следующим образом: строительные — 90,6 %; лесные — 7,7 %; прочие — 1,7 %
С 2012 года по каналу курсирует новый круизный трёхпалубный теплоход «Русь Великая» класса «река-море», построенный в 2010—2012 годах специально под габариты шлюзовых камер канала, способный выходить в Белое море и швартоваться непосредственно на Соловецких островах.
Со стратегической точки зрения канал предоставил возможность связать Белое и Балтийское моря. Уже в 1933 году Беломорский канал позволил создать защиту северных рубежей СССР. До этого времени северо-арктическое побережье практически никем не охранялось и не было защищено от возможного вторжения. Первыми судами, прошедшими по новой водной трассе, стали военные корабли — одни из первых советских подводных лодок класса «Декабрист». Однако, вплоть до углубления канала в 1970-е годы передвижение крупных судов с большой осадкой, в первую очередь военных, было невозможно из-за малой глубины. Например, подводные лодки перевозились буксирами на баржах.
Беломорско-Балтийский канал является перспективным маршрутом туристических судов.
Гарантированные минимальные габариты фарватера: глубина — 4 метра, ширина — 36 метров, радиус закругления — 500 метров. Размеры камер всех шлюзов — 135×14,3 м. Скорость движения судов на искусственных участках канала ограничена 8 км/ч. В условиях ограниченной видимости (менее одного километра) движение судов по каналу запрещается. Средняя длительность навигации на канале составляет 165 суток.

## Особенности конструкции
Сооружения канала включают 128 объектов, из которых: 19 шлюзов (из них — 13 двухкамерных и 6 однокамерных), 15 плотин, 19 водоспусков, 49 дамб и 33 искусственных канала, 5 гидроэлектростанций, а также ряд других сооружений. Питание водой канала естественное.
Автодорожных мостов над каналом нет, дороги проходят прямо по воротам шлюзов. Имеется один разводной железнодорожный мост (Шиженский) редкой откатно-раскрывающейся схемы.

### Шлюзы
Шлюзы канала разделены на две группы, обеспечивающие судовой ход на северном и южном склоне соответственно. На южном склоне размещены 7 шлюзов, создающих напор 69 метров, причём 6 из 7 шлюзов являются двухкамерными, один — однокамерным. На северном склоне размещены 12 шлюзов, создающих напор 103 м, из них 7 двухкамерных и 5 однокамерных. Шлюзы имеют однотипные конструкцию и размеры камер. Размеры камер: длина — 135 м, ширина — 14,3 м.
Верхние и нижние ворота двустворчатые. Питание камер водой осуществляется через короткие обходные водопроводные галереи, расположенные в верхней и нижней головах шлюза. Изначально подпорные сооружения, причальные стенки, отдельные части стен шлюзов были выполнены в виде деревянных ряжей, заполненных камнем. Некоторые шлюзы были вырублены в скальном грунте и их стенами являлись естественные скальные породы, облицованные древесиной или выровненные бетоном. В дальнейшем деревянные конструкции частично были заменены более долговечными бетонными.

### Гидроэлектростанции
Перепад уровней на северной части канала используется для выработки электроэнергии Выгским каскадом ГЭС, состоящим из 5 ступеней: Ондская ГЭС, Палокоргская ГЭС, Маткожненская ГЭС, Выгостровская ГЭС, Беломорская ГЭС. Мощность каскада — 240 МВт, среднегодовая выработка — 1310,5 млн кВт⋅ч (выработка электроэнергии в 2008 году 1421,7 млн кВт⋅ч). Строительство ГЭС шло отдельно от остальных сооружений канала с 1949 по 1967 год. ГЭС низко — и средненапорные, с поворотно-лопастными гидротурбинами, построены по приплотинной или плотинно-деривационной схемам. В отличие от других сооружений канала, ГЭС принадлежат не государству, а компаниям «ЕвроСибЭнерго» (Ондская ГЭС) и «ТГК-1» (остальные станции).

## История строительства и эксплуатации

### Идея создания водного пути, проекты, изыскания
Водно-сухопутный Онежско-Беломорский путь, соединяющий Повенец с Поморьем, был известен издавна — им пользовались в XVI—XVII веках местные жители, общинники старообрядческой Выгорецкой обители и паломники, идущие к святыням Соловецкого монастыря. В географическом описании России «Книга Большому Чертежу» (1627) Беломорский водно-сухопутный путь указан с расстояниями между реками и озёрами, входившими в состав пути.
Впервые идея строительства судоходного канала возникла во время Северной войны и принадлежала царю Петру I, при личном участии которого в 1702 году из Белого моря на Онежское озеро, частично волоком, были доставлены два фрегата.
В XIX веке по заказу правительства было проведено несколько исследований территории и разработано несколько проектов строительства судоходного канала: первый — проект военного инженера, генерал-майора Ф. П. Деволана 1800 года, проект графа А. Х. Бенкендорфа 1835 года, проект флигель-адъютанта Лошкарёва 1857 года, проект инженера А. Ф. Здзярского 1888 года. В 1900 году профессор В. Е. Тимонов за собственный проект строительства судоходного канала был награждён золотой медалью Парижской всемирной выставки. И хотя варианты строительства отклонялись правительством из-за их высокой стоимости, но проработка проектов судоходного канала продолжалась, ввиду его стратегической важности для Военно-морского флота.

### Проект 1930 года
19 февраля 1930 года Совет труда и обороны, возглавляемый В. М. Молотовым, издал постановление «Об основных моментах реконструкции и улучшения водного транспорта и о работе Волжского речного пароходства», в котором, в частности, говорилось: «Разработать и внести через Государственную плановую комиссию Союза ССР на рассмотрение Правительства к 1 апреля 1930 года план реконструкции и рационализации морского и речного транспорта». Была срочно создана объединённая рабочая группа «Управления работ по исследованию и составлению проекта Беломорско-Балтийского водного пути» с привлечением специалистов военно-морского и других ведомств. 2 апреля 1930 года рабочей комиссией была подготовлена и отправлена служебная записка «О Беломорско-Балтийском внутреннем водном пути: Материал рабочей комиссии», основанная на хорошо проработанных ещё в дореволюционное время проектах. В Совете труда и обороны записка была рассмотрена и одобрена.
15 мая 1930 года 2-й Народный комиссар путей сообщения СССР Я. Э. Рудзутак подписал протокол заседания Особого комитета Беломорстроя о назначении руководства Беломорстроя. Начальником управления строительства назначен Г. И. Благонравов, первым замом и начальником Северного района строительства — В. А. Кишкин, вторым замом и начальником Южного райна строительства — М. Г. Бермант, главным инженером — профессор А. С. Аксамитный.
26 мая 1930 года приказом НКПС СССР «для выполнения работ по изысканиям, проектированию и сооружению ББВП» в Ленинграде создано управление Беломорстроя НКПС.
3 июня 1930 года Совет труда и обороны издал ещё одно постановление, в котором определил сроки «К 1 сентября 1930 года представить в Госплан результаты технических изысканий и план работ постройки всего канала» и основной параметр канала: «работы вести с расчётом прорытия канала, допускающего прохождение судов с осадкой в 19 футов [5,8 м]».
Постановлением СНК 3 июля 1930 года был учреждён Комитет по сооружению Беломорско-Балтийского канала, который возглавил Я. Э. Рудзутак. Среди четырёх членов этого комитета был и Генрих Ягода, заместитель наркома ОГПУ.
31 июля 1930 года при Совете труда и обороны СССР (СТО СССР) был создан Особый комитет по строительству всего Беломорско-Балтийского водного пути (ББВП) под председательством народного комиссара водного транспорта СССР Н. М. Янсона. Кроме того, для «успешного выполнения… задания по сооружению ББВП» в Карелии был создан Комитет содействия по его сооружению во главе с Эдвардом Гюллингом, председателем Совета народных комиссаров АКССР.
Осенью 1930 и зимой 1931 года шла напряжённая работа над проектом. В постановлении от 18 февраля 1931 года СТО утвердил изменённое задание «Беломорстроя», ограничив его проектировкой и постройкой только северной части Беломорско-Балтийского водного пути — Беломорско-Балтийского канала.
В апреле 1931 года начальником Управления Беломорстроя НКПС назначен Г. Е. Прокофьев.
1 июля 1931 года были поданы на рассмотрение первые эскизные проекты, а месяцем позже начались работы по проектированию на местности.
В конце 1931 года Управление строительства Беломорстроя было передано из НКПС в ОГПУ с реорганизацией его в Управление строительства Беломорско-Балтийского водного пути и одновременным созданием специализированного Беломорско-Балтийского ИТЛ. 16 ноября 1931 года для строительства ББВП на базе Соловецкого лагеря особого назначения (СЛОН) был организован Беломорско-Балтийский исправительно-трудовой лагерь (Белбалтлаг).

### Строительство

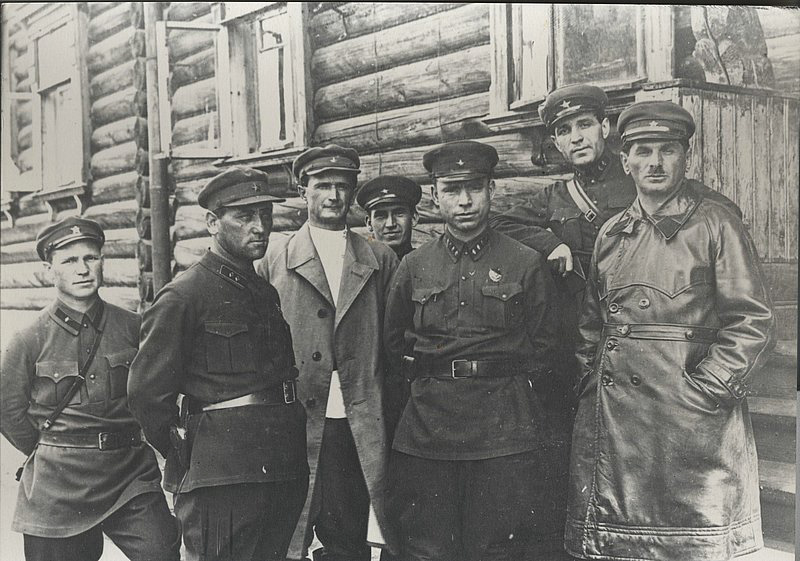
Начальник работ Белморстроя Френкель, начальник ГУЛАГа Берман и другие руководители строительства, июль 1932

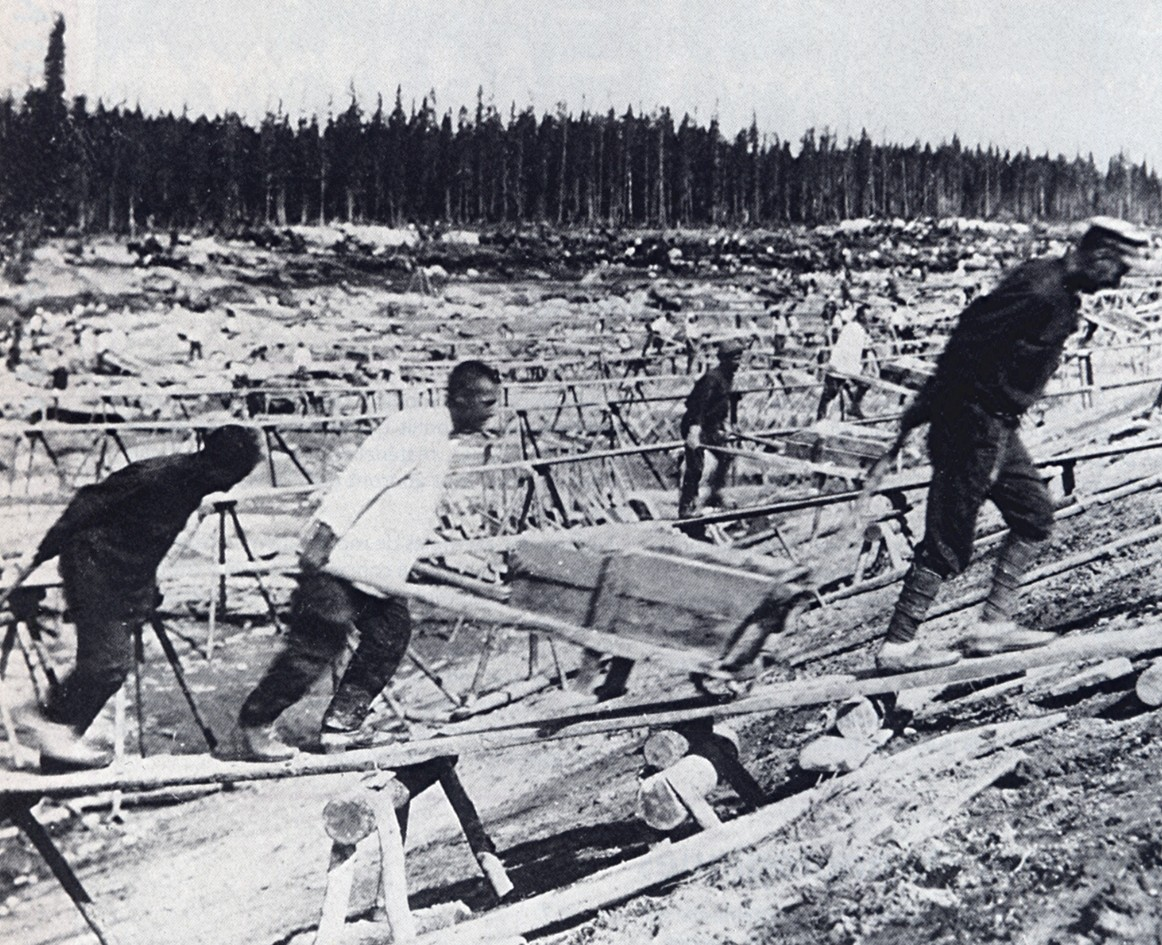
Сооружение Беломорканала

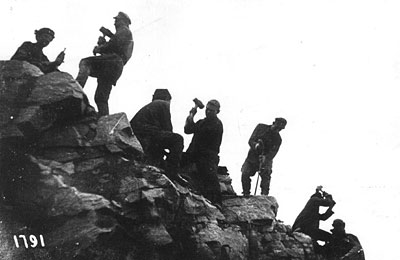
Заключённые на строительстве Беломорканала

Хотя окончательный проект был утверждён в феврале 1932 года, к строительству приступили ещё в конце 1931 года. Оно длилось 1 год и 9 месяцев (по другим источникам — 20 месяцев). В рекордно короткие сроки были построены более 100 сложных инженерных сооружений, проложено 2500 км железнодорожных путей. Постройка совершалась без современной техники и без поставок от страны, практически вручную. В сооружениях канала применялись главным образом местные недефицитные строительные материалы: дерево, камень, грунт, торф.
Строительство велось главным образом силами заключённых ГУЛАГа. В разные периоды строительства численность заключённых менялась, достигая к концу 1932 года 108 тысяч человек. Максимальное количество осуждённых, работавших на канале, было в октябре 1932 года — более 125 тысяч человек.
Подразделение ГУЛАГа на канале называлось Беломоро-Балтийский лагерь (БелБалтЛаг).  Заключённых, работавших на стройке, называли «каналоармейцами» по аналогии с красноармейцами — организаторы пытались придать строительству как можно более военизированную форму; употреблялись также слова «штаб», «рота» и т. п.
Кураторами стройки стали будущий нарком внутренних дел СССР Генрих Ягода и начальник ГУЛАГа Матвей Берман. Строительством канала с 1931 по 1933 год руководил Н. А. Френкель. Именно ему приписывают идею использования дешёвой рабочей силы заключённых для работы на крупных народно-хозяйственных стройках. В руководство БелБалтЛага на этапе строительства входили также Э. И. Сенкевич, П. Ф. Александров и С. Г. Фирин.
В целом за всё время строительства каналоармейцы выполнили земляные работы объёмом 21 млн кубометров, соорудили 37 км искусственных путей, перенесли Мурманскую железную дорогу, которая мешала проведению земляных работ. Норма питания заключённых за ударный труд увеличивалась: выполнявшие и перевыполнявшие норму (на земляных работах 2,5 м³ в день) получали усиленный хлебный паёк (до 1200 г), премиальное блюдо (например, 75-граммовые пирожки с капустой или картофелем), денежную премию. Применялись и моральные стимулы: вручение бригаде или фаланге переходящего Красного знамени, объявление благодарности, вручение грамот, помещение имён ударников на доску почёта), а также зачёт 3 рабочих дней за 5 дней срока, а для ударников — «день за два».
По официальным данным, во время строительства канала в БелБалтЛаге умерло 12 300 заключённых, в том числе в 1931 году — 1438 (2,24 % от числа работавших), в 1932 году — 2010 (2,03 %), в 1933 году — 8870 (10,56 %), что было обусловлено сокращением снабжения из-за голода в стране и авралом перед завершением стройки. 
Неофициальные же оценки начинаются с 50 тысяч, доходя до 86 тысяч. Историк Михаил Моруков определяет число погибших и умерших на строительстве канала как не более 20 тысяч человек. Он отмечает, что в связи с тем, что от числа работавших зависело снабжение, то «сильно занижать данные о смертности было не в интересах лагерной администрации».
Применялся ручной труд. Использовать гужевой транспорт было экономически невыгодно — для возведения дощатых помостов, по которым передвигались бы подводы, пришлось бы отвлечь большое количество рабочих рук. 19 января 1932 года СНК СССР постановил выделить на строительство канала 40 км узкоколейной переносной железной дороги и более 600 вагонеток. На канал поступили 20 километров паровой узкоколейной дороги, 4 паровоза и несколько десятков товарных платформ. На строительство передали 36 компрессоров, 54 насоса, 50 полуторок, около 100 тракторов и 5 экскаваторов.
В мае 1933 года Г. Г. Ягода докладывал И. В. Сталину о готовности Беломорканала.
Строительство завершилось 20 июня 1933 года. 25 июня 1933 года по всему каналу от начала до конца прошёл пароход «Чекист». В июле этого же года И. В. Сталин, К. Е. Ворошилов и С. М. Киров совершают прогулку на катере по новому рукотворному водному пути. По свидетельствам очевидцев, Сталин сказал, что канал получился «мелкий и узкий», а также охарактеризовал его как бессмысленный и никому не нужный (глубина канала в то время составляла всего 3,65 м).
Правительственная комиссия в Генеральном акте освидетельствования и приёмки от 27 июля 1933 года зафиксировала в разделе «Сроки выполнения работ», что

Все работы по возведению и внешнему оформлению основных гидротехнических сооружений закончены в рекордный в практике гидротехнического строительства срок — 20 месяцев. Транзитное судоходство по всему водному пути от Повенца до Белого моря открыто 30 июня 1933 года, то есть через 20 месяцев 10 дней после начала первых работ.

Постановлением Совета народных комиссаров СССР от 2 августа 1933 года Балтийско-Беломорский водный путь был принят в эксплуатацию с присвоением ему наименования «Беломорско-Балтийский канал имени тов. Сталина» и открыт для плавания судов озёрно-морского типа.
После окончания строительства 4 августа 1933 года освобождены 12 484 заключённых, сокращены сроки для 59 516 заключённых.
Постановление ЦИК СССР от 4 августа 1933 года группа наиболее отличившихся работников, инженеров и руководителей строительства Беломорско-Балтийского канала были награждены орденами СССР:
- Орденом Ленина были награждены 6 крупных деятелей ОГПУ — Генрих Ягода (заместитель Председателя ОГПУ СССР), Матвей Берман (начальник Главного управления исправительно-трудовыми лагерями ОГПУ), Лазарь Коган (начальник Беломорстроя), Яков Рапопорт (зам. начальника Беломорстроя и зам. начальника Главного управления исправительно-трудовыми лагерями ОГПУ), Семён Фирин (начальник Белбалтлага) и Нафталий Френкель (помощник начальника Беломорстроя-начальник работ), а также 2 амнистированных в 1932 году заместителя главного инженера Беломорстроя — Сергей Жук и Константин Вержбицкий;
- Орденом Красной Звезды были награждены 8 человек, в том числе: Дмитрий Успенский (начальник северного участка строительства), Григорий Афанасьев (начальник южного участка строительства), Петр Борисов (начальник Тунгудского участка Беломорстроя), Николай Могилко (помощник главного инженера строительства), Аркадий Кочегаров (техник, производитель работ 11-го шлюза), Михаил Госкин (помощник начальника Беломорстроя), Лазарь Берензон (начальник финотдела Беломорстроя), Михаил Курин (начальник технического снабжения);
- Орденом Трудового Красного Знамени были награждены 15 человек, в том числе главный инженер Беломорстроя Николай Хрусталёв, амнистированный в 1932 году.

### Открытие канала (август 1933). Пропаганда

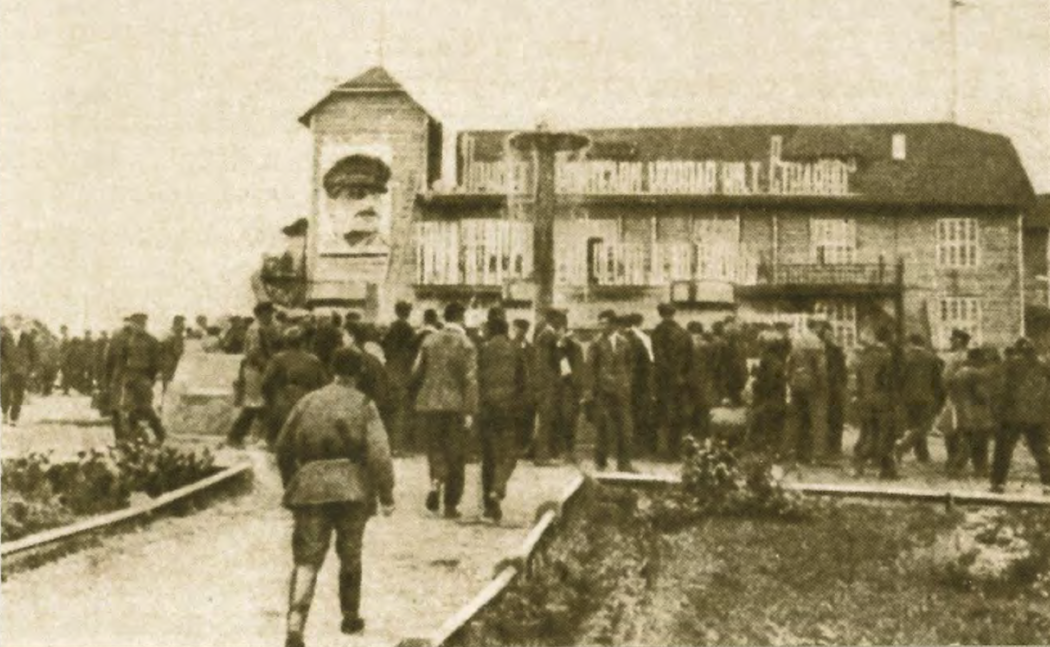
Клуб «Белбалтлага» в Дмитрове в 1933 году. Надпись на здании: Привет строителям канала им. т. Сталина

Официальное открытие канала состоялось 2 августа 1933 года.
Это одна из наиболее блестящих побед коллективно организованной энергии людей над стихиями суровой природы севера.
В то же время — это отлично удавшийся опыт массового превращения бывших врагов пролетариата-диктатора и советской общественности в квалифицированных сотрудников рабочего класса и даже в энтузиастов государственно-необходимого труда. Быстрая победа над враждебной людям природой, совершенная дружным натиском тысяч разнородных, разноплеменных единиц — изумительна, но еще более изумительна победа, которую одержали над собой люди, анархизированные недавней, звериной властью самодержавного мещанства.
Открытие канала сопровождалось мощной информационной кампанией. Газеты, такие как «Правда» и «Известия», публиковали тематические статьи, пропагандистские карикатуры и портреты работников. Советская пропаганда подавала опыт строительства ББК как «первый в мире опыт перековки трудом самых закоренелых преступников-рецидивистов и политических врагов».
17 августа 1933 года ББК посетила группа из 120 писателей и художников (среди них были такие известные писатели, как Алексей Толстой, Михаил Зощенко, Вс. Иванов, Виктор Шкловский, Ильф и Петров, Бруно Ясенский, Валентин Катаев, Вера Инбер, С. Буданцев, Д. Мирский и другие) для освещения строительства канала. Часть из них (36 человек) приняли затем участие в написании 600-страничной книги, посвящённой созданию Беломорканала. Памятная книга «Беломорско-Балтийский канал имени Сталина» была издана в конце 1934 года государственным издательством «История фабрик и заводов», специально к XVII съезду коммунистической партии. Редакторами книги являлись: Максим Горький, Л. Л. Авербах, С. Г. Фирин. Многие авторы, а также редакторы Л. Л. Авербах и С. Г. Фирин впоследствии были арестованы.
Идея этой поездки и написания книги принадлежала М. Горькому. Впервые он выразил её во время личной беседы со Сталиным, идея получила согласие и поддержку. В Постановлении ЦИК от 4 августа 1933 года говорилось: «Поручить ОГПУ Союза ССР издать монографию строительства Беломорско-Балтийского канала имени т. Сталина». Поездка была организована быстро и на должном уровне: писатели осуществили путешествие пароходом по недостроенному каналу, посетили лагеря, общались с рабочими и так далее.
Клуб «Белбалтлага» был центром пропаганды, в клубе проходили различные выступления активистов и писателей за ударный исправительный труд. В 1933 году одноэтажный клуб «БалтЛага» перевезли в разобранном виде в город Дмитров, в центр Дмитлага. Там он простоял до конца 1950-х годов, затем на его месте поставили ДК «ДЭЗ» (сейчас дом культуры «Современник»). Руководителем Дмитлага стал один из руководителей БелБалтлага — С. Г. Фирин.
Писателя Александра Авдеенко увиденное так поразило, что он впоследствии вспоминал:

Я ошалел от увиденного достатка ударников-каналстроевцев. На больших блюдах под прозрачной толщиной заливного лежали осетровые рыбины. На узких тарелках купались в жире кусочки теши, сёмги, балыка. Большое количество тарелок были завалены кольцами колбасы, ветчины, сыра. Пламенела свежая редиска…

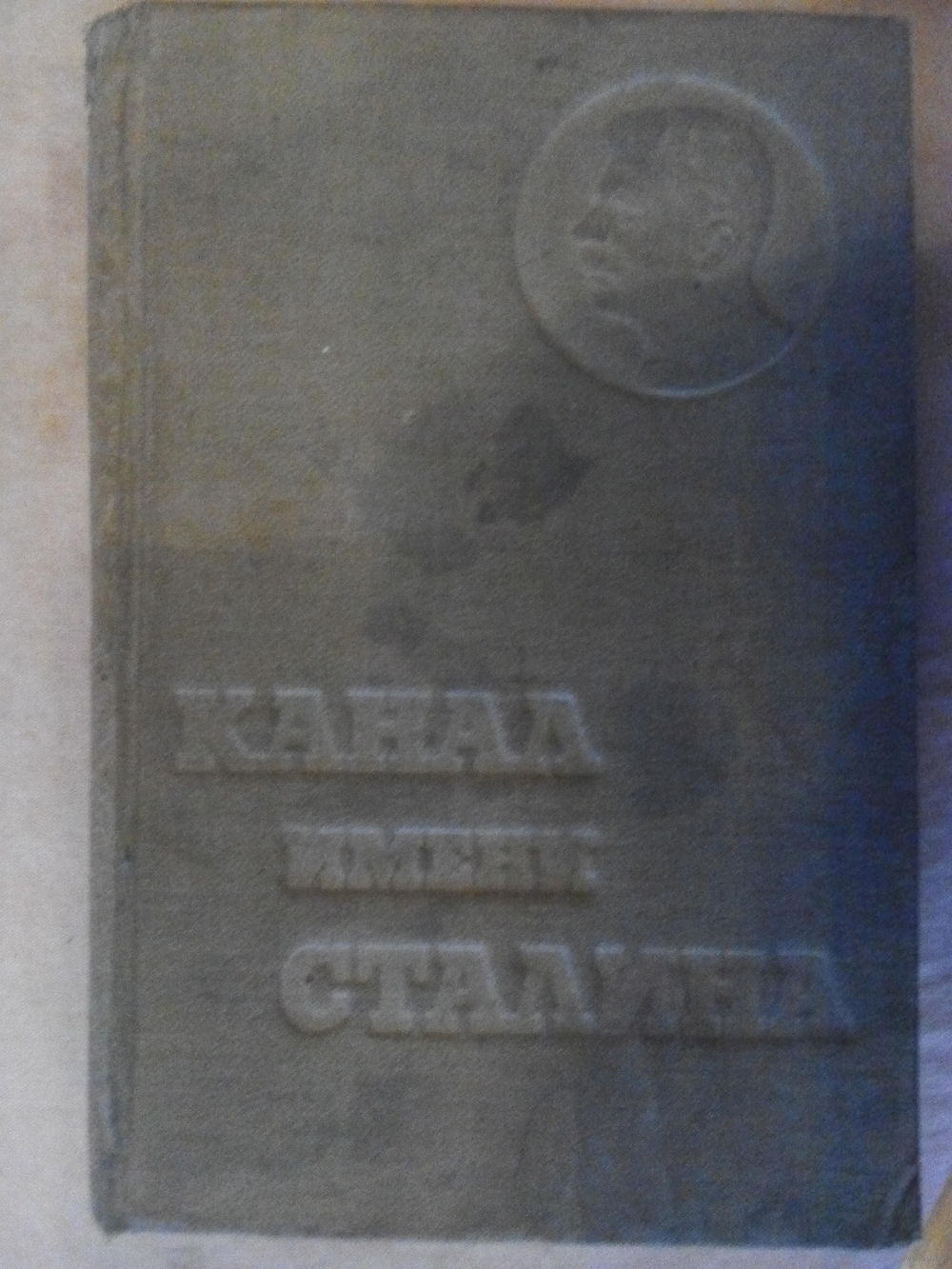
Книга 1934 года

Иллюстративное обеспечение будущей книге предоставил известный советский художник, скульптор и фотограф Александр Родченко — его фотоснимки украшают памятную книгу и отображают, главным образом, работу строителей Беломорканала.
В целом идею книги и атмосферу, которая господствовала вокруг Беломорканала, передают слова из письма одного из участников художественного путешествия Л. В. Никулина, которое он написал тогдашнему наркому внутренних дел Г. Г. Ягоде вскоре после возвращения в Москву:

«Человечность» и «гуманность» всё же большие слова, и мне кажется, не следует от них отказываться. Высшая человечность и гуманность сделана Вами — первым строителем ББК. Она заключается в прекрасной работе над исправлением человека. Она заключается в беспокойстве и создании лучших условий жизни для трудящегося народа. Любая иная человечность и гуманность является ложью.

Месяцем ранее Беломорканал посетил выдающийся русский писатель Михаил Пришвин. Впечатления от поездки отразились в его романе-мифе «Осударева дорога» (впервые опубликован в 1957), отчасти предвосхищающем повесть Валентина Распутина «Прощание с Матёрой».
В 1935 году творческую командировку на канал получил начинающий тогда писать К. Симонов. Из командировки он вернулся с ощущением посещения школы перевоспитания («перековки») преступного элемента (уголовников) созидательным трудом.

### 1930-е годы. Беломорско-Балтийский комбинат
После завершения строительства и пуска в эксплуатацию канала, 17 августа 1933 года секретными постановлениями Совета народных комиссаров СССР «О Беломорско-Балтийском комбинате» и «О мероприятиях в связи с организацией Беломорско-Балтийского комбината» в системе НКВД СССР на базе лагерей Белбалтлага был создан Беломорско-Балтийский комбинат для целей эксплуатации канала и освоения прилегающих к каналу районов. Лесная территория, закреплённая за Беломорско-Балтийским комбинатом, составляла 2,8 млн гектаров. Комбинату были переданы все промышленные предприятия на закреплённых территориях.
Начальником комбината был назначен заместитель начальника Главного управления исправительно-трудовыми лагерями (ГУЛАГа) ОГПУ Яков Рапопорт. Контроль за работой комбината был поручен председателю Госплана СССР Валериану Куйбышеву.
Основную рабочую силу комбината составляли заключённые Белтбалтлага — 75—85 тысяч человек ежегодно. Кроме этого, в составе комбината находился 21 спецпосёлок, в котором проживали около 30 тысяч человек — семьи раскулаченных крестьян. Помимо заключённых и спецпереселенцев на комбинате работали около 4,5 тысяч вольнонаёмных работников и военизированная охрана. Общая численность работающих составляла около 25 % населения Автономной Карельской ССР.
В начале августа 1935 года ББК посетили секретарь ЦК и Ленинградского областного комитета ВКП(б) Андрей Жданов и народный комиссар снабжения СССР Анастас Микоян.
До 1936 года все финансовые операции комбината были освобождены от налогов и сборов.
Создание ББК дало развитие Беломорску, а также другим городам региона от Белого моря до Онежского озера. После начала эксплуатации канала в этом районе развилась промышленность, главным образом деревообрабатывающая и целлюлозно-бумажная. Также выросли новые города и поселения — Медвежьегорск, Сегежа, Надвоицы. Прежде уездный город Повенец, уже переставший быть городом, стал большим портом, а Беломорск — важным промышленным центром.
В соответствии с постановлением СНК СССР от 23 марта 1939 года «О передаче БеломорскоБалтийского канала имени тов. Сталина в ведение Наркомвода» канал вышел из системы НКВД и был включён в систему Северо-Западного пароходства.
Канал сыграл огромную роль в создании Северного флота. По словам Михаила Морукова, без канала этот флот «бы не появился». СССР не мог в условиях отсутствия танкеров и возможности захода в иностранные порты проводить из Ленинграда на Север корабли среднего и малого водоизмещения. Кроме того, сократилось время перехода. До открытия канала суда тратили на переход из Ленинграда в Архангельск 17 дней, то после открытия — не более 4 дней. Уже 18 мая 1933 года из Ленинграда отправилась экспедиция особого назначения № 1, которая провела 2 эсминца, 2 сторожевых корабля и 2 подводные лодки. Они составили ядро Северного флота. С 1933 года по 29 августа 1941 года по каналу перевели на Север 10 эсминцев, 3 сторожевых корабля и 26 подводных лодок.

### Военные годы
В июне 1941 года Германия начала боевые действия против СССР. На второй день войны, 23 июня 1941 года начальник «объекта МПВО» — так стало обозначаться в документах Управление Беломорско-Балтийского канала — А. И. Василов издал приказ № 1 «О введении угрожаемого положения на Беломорско-Балтийском канале имени Сталина». Введены круглосуточное дежурство у селекторных и телефонных аппаратов, постоянное ношение сумок с противогазами. На шлюзовых посёлках, возле электростанций и отдельных домов рыли щели для укрытия от налётов. Для этого привлекались все трудоспособные жители посёлков. Каждый из них обязан был отработать по четыре часа в день. Начальники шлюзов имели приказ закрепить за каждой ячейкой щели жителей квартир, чтобы «избежать излишней суеты при налёте противника». При этом средств ПВО на шлюзах и других объектах ББК не было, что позволило немецкой авиации уже в первые дни войны произвести ряд успешных налётов на шлюзы, прервав работу канала в разгар летней навигации (июль—август 1941 года).
23 июня с двух немецких гидросамолётов Heinkel He 115, стартовавших с Оулуярви, недалеко от шлюзов Беломорско-Балтийского канала было высажено 16 финских диверсантов-добровольцев, набранных немецким майором Шеллером. Завербованные немцами добровольцы были одеты в немецкую форму и имели немецкое оружие, поскольку финский Генштаб не хотел иметь отношения к диверсии. Диверсанты должны были взорвать шлюзы, однако из-за усиленной охраны сделать это им не удалось.
28 июня произошёл первый налёт на шлюзы. Атаке подверглись шлюзы № 6, 7, 8 и 9. Эти шлюзы были выбраны не случайно: на этом участке имеет место большой перепад высот; между шлюзами № 7 и № 8 находится водораздел, поэтому разрушение даже одного из перечисленных шлюзов делало невозможной работу всей системы ББК. Бомбардировку совершал Ju-88A из бомбардировочной эскадры люфтваффе KGr.806 под командованием подполковника Ханса Эмига. Для разрушения шлюзов были применены не только авиабомбы крупных калибров, но и морские мины ВМ-1000 «Моника», часть которых не взорвалась.
Взорвавшиеся мины и бомбы нанесли тяжёлые повреждения механизмам шлюзов. Так, 10 июля на шлюз № 7 было сброшено девять фугасных бомб крупного калибра, в результате чего были полностью уничтожены верхние ворота, разрушен аварийный затвор, западный пилон верхней головы с механизмом цилиндрического затвора и ворот. Вода из водораздельного бьефа хлынула вниз и смыла нижние ворота; шлюз полностью вышел из строя. Никакого противодействия со стороны противовоздушной обороны не было по причине отсутствия таковой. Потери Люфтваффе составили один самолёт, повреждённый взрывом собственной бомбы.
Бомбардировки шлюзов прервали движение по каналу с 28 июня по 6 августа и с 13 по 24 августа 1941 года. К восстановительным работам были привлечены заключённые близлежащего лагеря ГУЛАГа. Так, на ремонте ворот шлюза № 7, разрушенных налётом 10 июля, было задействовано 500 заключённых, работавших в три смены в течение недели. 28 августа произошла пятая и последняя в навигацию 1941 года бомбёжка канала. Атакован шлюз № 7. Никаких повреждений не обнаружено. В августе Управление ББК и техучастков было эвакуировано из Медвежьегорска в Беломорск на шлюз № 19. Из 800 работников на канале остались 80, остальные были эвакуированы.
В ноябре караван пассажирских судов с эвакуированными семьями водников Повенца и жителями окрестных деревень, а также оборудованием, вмёрз в лёд Выгозера. В ночь с 12 на 13 ноября 1941 года вмёрз в лёд Заонежского залива в районе Мегострова другой караван судов. Он был захвачен частями финской армии. 5 декабря 1941 года части финской армии вошли в Медвежьегорск.
6 декабря при температуре −37 °C части финской армии захватили Повенец, тем самым прекратив сообщение и по Беломорско-Балтийскому каналу. В тот же день 6 декабря советские войска приступили к реализации плана вывода из эксплуатации гидросооружений ББК. Первым был взорван шлюз № 1. В ту же ночь, вслед за шлюзом № 1, последовательно были взорваны и остальные гидросооружения. В 3 часа 30 минут взлетели на воздух шлюзы № 2, 3 и 4, следом приканальная дамба шлюза № 4 и шлюз № 5. Днём 7 декабря, в 14 часов, был взорван шлюз № 6. 8 декабря в 6 часов 25 минут взорвана плотина № 20.
При этом в районе шлюзов № 1—7 ББК шли ожесточённые бои. После 8 декабря финские войска прорвались через ББК и заняли деревню Габсельга. Военный совет Карельского фронта снял с поста командующего Медвежьегорской группировкой войск М. С. Князева, который не видел иного развития событий, как только в отступлении. Командующий Карельским фронтом В. А. Фролов приказал войскам немедленно перейти в контратаку и очистить восточный берег Беломорско-Балтийского канала от войск противника. Задача была выполнена. До 11 декабря финские войска ожесточёнными атаками пытались пробиться через канал в районе Повенца, а затем выше, в районе шлюза № 7, но везде были отброшены.
11 декабря, только после ухода всех частей Красной армии, советские подрывники взорвали шлюз № 7. Гидроузлы Повенчанской лестницы (первые 9 шлюзов ББК, поднимающиеся на водораздел к северу от Повенца) были разрушены, вода из водораздельного бьефа свободно сливалась в Онежское озеро через посёлок Повенец, который был практически уничтожен потоком. Фарватер Беломорско-Балтийского канала стал линией фронта — нейтральной полосой. Финские войска остановились на линии канала (на его западном берегу) и занимали эти позиции до июня 1944 года.
На протяжении войны функционировал северный участок канала, который использовался для снабжения продовольствием РККА и сырьем местной промышленности.

### Послевоенные годы

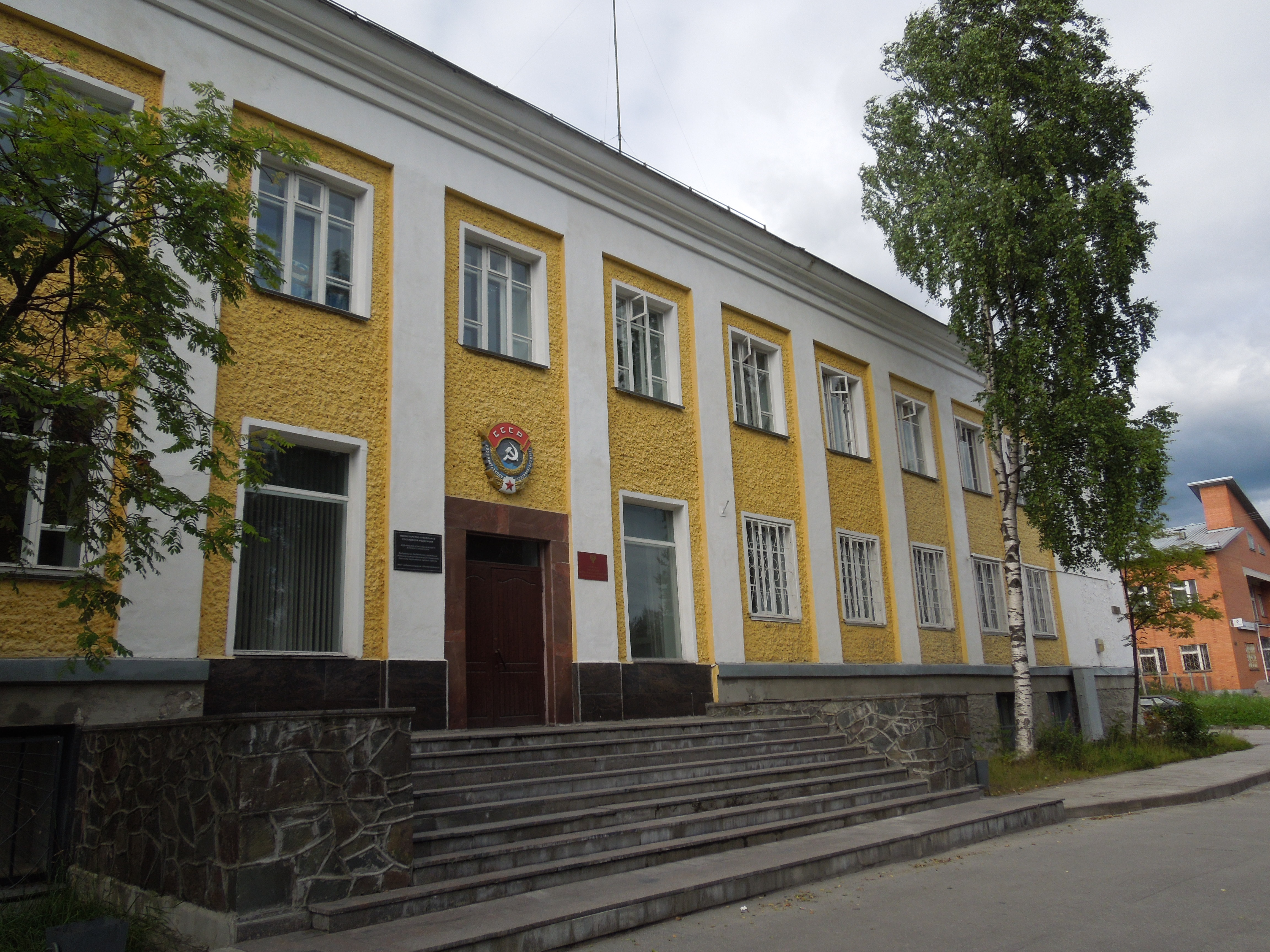
Здание ФБУ «Администрация „Беломорканал“» в Медвежьегорске. В прошлом — административное здание НКВД БелБалтЛага. Памятник истории

За время Великой Отечественной войны канал как стратегически важный объект претерпел разрушения: южная его часть была полностью уничтожена. Также сильно пострадали инфраструктура канала, в частности, маяки и посёлок Повенец.
По завершении Великой Отечественной войны повреждённые объекты были восстановлены, и канал был вновь введён в строй в июле 1946 года. Сквозное судоходство на всём протяжении канала было восстановлено 28 июля 1946 года.
В 1950-х годах, после того как 2 февраля 1950 года было принято Постановление Совета министров РСФСР о капитальном ремонте и реконструкции гидросооружений ББК, начались работы по постепенной электрификации сооружений и механизмов канала. В 1953 году в штат гидроузлов были включены электрики, к 1957 году в основном были завершены работы по электрификации гидроузлов на северном склоне канала, а в 1959 году все береговые и плавучие обстановочные огни были переведены на электропитание.
Значение Беломорско-Балтийского канала особенно возросло после ввода в эксплуатацию современного Волго-Балтийского водного пути в 1964 году. Пропускная способность канала и фактический объём грузоперевозок возросли в несколько раз.
В 1970-х годах была проведена ещё одна реконструкция канала. В ходе этой реконструкции гарантированная глубина судового хода была доведена до четырёх метров, и канал стал частью Единой глубоководной системы европейской части РСФСР.
В 1984 году канал за сутки пропускал 25 судов, шлюзы никогда не пустовали.
В XXI веке канал стал терять своё значение. Объём грузоперевозок за период с начала 1990-х до конца 2020-х годов сократился в 16 раз, бывают дни, когда через канал не проходит ни одного корабля. По состоянию на 2018 год канал был загружен на 15 %. Причины заключаются в общеэкономической ситуации, а также в том, что многим компаниям выгоднее доставлять груз по железной или автомобильной дороге, чем по каналу, который работает только в летний период.
В 2022 году перевозки составили 7 млн тонн.
29 июля 2024 года прорвало временную строительную перемычку на реконструируемой Шаваньской плотине, удерживающей напор между шлюзами № 10 и № 11. В зону подтопления попало несколько населённых пунктов, погибли 3 человека, судоходство на этом участке канала приостановлено.

## Памятники
На сегодняшний день на базе канала действует историко-культурный комплекс «Беломорско-Балтийский канал», который представляет собой систему гидротехнических сооружений, жилищных и административных зданий, памятных мест строительства канала.
Вдоль канала установлено несколько памятников заключённым, погибшим при строительстве. В Повенце в память о погибших построена деревянная церковь-памятник (церковь Святителя Николая).

## В искусстве
Строительство ББК нашло отражение в поэзии. Поэт Н. А. Клюев писал о строительстве канала:

То Беломорский смерть-канал,

Его Акимушка копал,

С Ветлуги Пров да тётка Фёкла.

Великороссия промокла

Под красным ливнем до костей

И слёзы скрыла от людей,

От глаз чужих в глухие топи…
— Н. А. Клюев, «Разруха»
Также строительству канала посвящён роман-сказка М. М. Пришвина «Осударева дорога»; о путешествии по Беломорканалу — роман «Волок» польского писателя Мариуша Вилька.
Условия жизни заключённых — строителей канала подробно описываются в собрании автобиографических очерков бывшего заключённого «БелБалтЛага» Ивана Лукьяновича Солоневича «Россия в концлагере». Первая публикация начата в парижской газете «Последние новости» в 1935 году.
Посещение канала руководителями партии и правительства запечатлено на картине Д. Налбандяна «Сталин, Ворошилов и Киров на Беломорканале» (первоначально картина называлась «Сталин, Ворошилов, Киров и Ягода на Беломорканале», но после ареста последнего в 1937 году его изображение было убрано).